# Туристична галузь Львівщини

Туристична галузь Львівщини  — це сфера реалізації туристичного продукту та економічних відносин, які виникають між його покупцями та продавцями на території Львівської області. Основними діючими суб'єктами туристичного ринку виступають туристи як споживачі туристичних послуг, виробники туристичних послуг та посередники.   

## Особливості туристичного та рекреаційного потенціалу Львівщини
Туристично-рекреаційний потенціал охоплює сукупність природних, етнокультурних та соціально-історичних ресурсів, а також наявної господарської і комунікаційної інфраструктури території, що служать чи можуть служити передумовами розвитку певних видів туризму. 
Львівщина є однією з тих областей, де перспективи туристично-рекреаційної індустрії є одними з найкращих в Україні. Цьому сприяють:
- вигідне транспортно-географічне положення;
- сприятливі природно-кліматичні умови;
- наявність природних та рекреаційних ресурсів;
- визначні історичні та культурні пам'ятки;
- наявність організацій, які сприяють розвитку туризму;
- велика санаторна-курортна база.

До природно-рекреаційного потенціалу Львівщини належать лікувальні мінеральні  води, лікувальні грязі, озокерит, кліматичні, водні та лісові ресурси.
Найціннішими об'єктами природно-заповідного фонду є Національний природний парк «Сколівські Бескиди», Яворівський Національний природний парк, Національний природний парк «Північне Поділля», Державний природний заповідник «Розточчя».
Львівська область займає одне з провідних  місць в країні  за наявністю лікувально-оздоровчих ресурсів, які представлені 200-ма лікувальними джерелами мінеральних вод 7 типів, лікувальними грязями та найбільшим в Україні родовищем озокериту. На базі цих унікальних ресурсів розвиваються відомі в Україні та за кордоном курорти Трускавець, Східниця, Моршин, Немирів, Великий Любінь, Шкло, де створені умови для профілактики і лікування органів дихання, шлунково-кишкового тракту, нервової та серцево-судинної систем, опорно-рухового апарату.
Львівщина  має багату і унікальну природу, яка формує основу для розвитку активних видів туризму. Наявність маршрутів на вершини Пікуй, Парашку, Маківку, Ямельницю, Труханів  забезпечує розвиток гірського туризму. Водоспади, ріки, озера забезпечують можливості для водних видів відпочинку, оздоровлення і туризму. Найвідомішими серед них є річки Дністер, Стрий, Західний Буг, Свіча, штучні водойми в околицях Львова та на Яворівщині, а також водоспади Кам'янка, Гуркало, Лазний.
Львівщина володіє значним культурним потенціалом. Зокрема, на Львівщині налічується п'ята частина об'єктів архітектурної спадщини України. На державному обліку перебуває 8440 пам'яток архітектури, історії та археології, з них 816 пам'яток національного значення.
Значну історичну та туристичну цінність мають Державний історико-архітектурний заповідник у Львові, Державний історико-архітектурний заповідник у Жовкві, Державний історико-культурний заповідник «Тустань» в Уричі, Державний історико-культурний заповідник «Княжий Белз», Державний історико-культурний заповідник «Личаківський цвинтар» у Львові, Державний історико-культурний заповідник «Нагуєвичі», Музей-заповідник «Золочівський замок», Державний музей-заповідник «Олеський замок».
Львівщина багата на музеї, яких в області налічується понад півтори сотні. Давні традиції на Львівщині мають театральне та музичне мистецтво. Тут створено у XIX столітті перший в Україні постійно діючий театр, першу музичну академію, перший український професійний театр. В області діють 10 театрів, серед яких Львівський оперний театр — один з найкрасивіших у Європі.
Львівщина входить до областей України з найбільшою кількістю замків. За дослідженнями науковців тут з давньоруських часів до XVIII століття було зведено близько дев'яти десятків мурованих оборонних пам'яток, значну частину яких складали замки. В області налічується 10 замків: Бродівський, Добромильський (руїни), Жовківський, Золочівський, Львівський (руїни), Олеський, Свірзький, Старосільський, Підгорецький та Поморянський.
Львівщина — найбагатша храмами область України. На її території розташовано 1235 культових споруд, серед яких 999 споруд — пам'ятки архітектури, з них 398 — національного значення, 601 — місцевого значення. Особливе місце в культурній спадщині області займають пам'ятки дерев'яної сакральної архітектури, яких понад 600 об'єктів. 4 дерев'яних храми Львівщини включено до Списку Всесвітньої спадщини ЮНЕСКО: церква святого Юра у Дрогобичі (XVI-XVII ст.), церква Собору Пресвятої Богородиці у Маткові (1838 р.), церква Зіслання Святого Духа у Потеличі (1502 р.), церква Святої Трійці у Жовкві (1702 р.).
Розвитку етнотуризму на Львівщині сприяє дбайливе збереження духовної спадщини, звичаїв, легенд, народних ремесел та фольклору. Впродовж віків вироби галицьких майстрів славилися на весь світ. До сьогодні збереглися народні умільці, які від батька до сина передають своє ремесло. Тут зосереджені осередки ткацтва, вишивки, гаварецької кераміки,  
Отже, виявлені особливості природно-рекреаційного, культурного потенціалів формують умови та сприяють розвитку  різних видів туризму — курортно-лікувального, пізнавально-екскурсійного, активного, ділового, релігійного тощо.

## Стан туристичної галузі Львівської області
Туристичною  діяльністю Львівщини опікується Управління туризму та курортів Львівської ОДА, завданнями якого є здійснення заходів щодо організації і розвитку сфери туризму, популяризація регіону на території України та за її межами.
Управління туризму та курортів спільно з управлінням міжнародного співробітництва та євроінтеграції облдержадміністрації здійснюють промоцію Львівського регіону як дестинації найрізноманітніших можливостей відпочинку та комфортної території для інвестицій. Так, тільки протягом 2018 року 100 журналістів та 36 туроператорів з України, Китаю Ізраїлю, ОАЕ, Сербії, Польщі та інших країн стали учасниками 12 промотурів Львівщиною. У листопаді 2017 року стартував проєкт «Персональний гід Львівщиною» з найбільш відомими туристичними локаціями області, який дає змогу спланувати свій відпочинок за спеціальними туристичними програмами. 
У грудні 2017 року було прийнято Програму розвитку туризму, курортів та рекреації у Львівській області на 2018-2020 роки. На її реалізацію передбачено 1 мільйон 500 тисяч гривень на 2018 рік. Варто зауважити, що в попередні роки на аналогічні програми виділялося щорічно по 500 тисяч гривень.
Сьогодні Львівська область займає одне з провідних місць у туристичній сфері України. За підсумками 2016 року Львівщина посідає третє місце за кількістю колективних засобів розміщування, друге місце за кількістю осіб (в тому числі і іноземців), обслугованих у колективних засобах розміщування. Частка Львівської області за кількістю туристів, обслуговуваних суб'єктами туристичної діяльності у 2016 році становить 7,1 % і ця цифра поступається лише Києву. У 2018 році Львівщина увійшла в ТОП-5 областей України за найбільшими обсягами надходжень від сплати туристичного збору.
Ринок туристичних послуг області обслуговують такі суб'єкти туристичної діяльності як туроператори, турагенти, суб'єкти, що здійснюють екскурсійну діяльність. Їх кількість протягом 2011-2016 років коливається, але позитивним є те, що за підсумками 2016 року їх чисельність зросла і перевищила показники 2011 року на 18 %.
Найбільше вищевказаних суб'єктів туристичної діяльності зосереджено у містах Львові та Трускавці.
Аналіз туристичних потоків за 2000-2016 роки вказує на їх неоднозначну динаміку. Суб'єкти туристичної діяльності Львівської області у 2016 році обслужили 181,8 тис. осіб, що є більшим ніж у 2000 році. Позитивною є динаміка кількості внутрішніх туристів, їх кількість у 2016 році є найбільшою з 2000 року і становить 98,6 тис осіб. Кількість екскурсантів протягом 2011-2016 років порівняно з 2000-2005 роками суттєво знижується. Проте у 2016 році відносно 2015 року їх кількість зросла на 17 % і становить 17,6 тис. осіб.
Негативні тенденції спостерігаються у динаміці кількості іноземних туристів, що відвідують Львівщину. Якщо у 2000 році їх кількість становила 23,8 тис осіб, то у 2016 році вона зменшилася на 65 % і становить 8,4 тис осіб, що складає лише 5 % всіх туристів, котрі відвідали Львівщину.
Якщо брати до уваги географічну структуру в'їзного туризму, то найбільше іноземних туристів приїжджає з Азербайджану (38,7 %), Білорусі (18,1 %) та Польщі (14,7 %).
Аналіз розподілу туристів за метою поїздки показує, що найчастіше туристи відвідують Львівщину з метою відпочинку (57,7 %) та лікування (40,8 %). Частка спортивного, спеціалізованого туризму наразі є не значною, хоч і має тенденцію до зростання.  
Львівщина пропонує достатню кількість колективних засобів розміщення (КЗР) — готелі, мотелі, хостели, санаторії. Протягом 2011-2016 років спостерігається тенденція до незначного, але зростання кількості КЗР і за підсумками 2016 року становить 343 одиниці, що на 8 % більше відносно 2011 року. Впродовж аналізованого періоду кількість готелів зросла на 40 %, а мотелів — на 86 %. З 2012 року з'являється новий тип КЗР — хостели. Проте зменшується чисельність спеціалізованих засобів розміщування — санаторіїв, пансіонатів баз відпочинку, темпи зниження складають 37 % протягом 2011-2016 років.  
Аналіз розподілу КЗР за містами та районами області свідчить про те, що найбільше їх розміщено у Львові (23,6 %) та Трускавці (15,2 %).  
Протягом 2011-2016 років спостерігається зростання кількості туристів, що були розміщені у КЗР, винятком є 2014 рік. Але одночасно зменшується кількість іноземців — якщо у 2013 році їх кількість була найбільшою за останні 6 років, то у 2016 році цей показник скоротився на 27 %.  
Динаміка фінансових показників суб'єктів туристичної діяльності показує, що протягом 2011-2016 років зростають і вартість реалізованих путівок, і доходи від туризму, за винятком 2014р.  
Особливої уваги заслуговує аналіз відносно нового, але перспективного, для Львівщини виду туризму — сільського. Організатори сільського туризму влітку пропонують пішохідні одноденні екскурсії в гори, велотуризм та інші види активного відпочинку, збирання ягід та грибів, пішохідні багатоденні туристичні походи, автобусні екскурсії. Взимку агрооселі пропонують інші види розваг — катання на снігоходах,  катання на ковзанах, пішохідні одноденні екскурсії в гори, святкування Нового року та Різдва.  
Протягом 2012-2016 років спостерігаємо спад кількості садиб у 2015 році і не значне зростання — з 12 одиниць у 2015 до 16 одиниць у 2016 році. Поряд з тим кількість осіб, розміщених у садибах зменшується з 17019 осіб у 2012 році до 2003 осіб у 2016 році. Розподіл садиб за районами області показує, що найбільше їх (50 %) зосереджено у Сколівському районі.  
Отже, оцінка стану розвитку туристичної сфери Львівщини показує, що у 2013-2014 роках спостерігався спад всіх показників цієї галузі, що було зумовлено нестабільною політичною та воєнною ситуацією, економічною кризою в Україні. Не зважаючи на це, вже за підсумками 2015-2016 років у сфері туризму простежуються певні пожвавлення.  

## Проблеми розвитку туристичної галузі Львівщини
Стану туристичної сфери Львівщини дозволяє виокремити проблеми, що  гальмують її розвиток: 
- Зменшення частки в'їзного туризму протягом останніх років. Так, кількість іноземців, обслужених суб'єктами туристичної діяльності у 2016 відносно 2000 року скоротилася на 65 %, частка іноземців, розміщених у засобах колективного розміщення у 2011 році становила 20 %, а у 2016 — лише 4%. Негативною тенденцією є також невелика частка туристів із Європи, яка має тенденцію до зменшення. Найменшою частка в'їзного туризму була у 2014-2015 роках, що пов'язане з анексією Криму Російською Федерацією та проведенням антитерористичної операції на сході України.
- Нерівномірне використання туристично-рекреаційних можливостей в районах області та сільській місцевості. Зокрема, найвищий рівень використання природно-рекреаційного потенціалу спостерігаємо у містах Львові та Трускавці. Ефективне використання туристично-рекреаційних можливостей іншими регіонами сприяло б створенню додаткових робочих місць, забезпечувало б доходи до місцевих бюджетів, що в умовах децентралізації є особливо важливим.
- Негативні тенденції в розвитку сільського туризму. Протягом останніх років зменшується і кількість садиб і кількість розміщених у них осіб. Потенційні можливості розвитку зеленого туризму є практично у всіх районах Львівщини. Варто зазначити, що є певна частина селян, які  працюють нелегально, тобто не реєструючи ані своєї справи, ані своїх гостей. З одного боку це не дає повної інформації про розвиток цього виду туризму, а з іншого — втрачаються доходи до місцевих бюджетів. Загалом, нестача кваліфікованих кадрів, недостатня кількість спеціальних навчальних закладів для підготовки спеціалістів, слабка взаємодія органів місцевого самоврядування, недостатня поінформованість населення про можливості сільського туризму поки що не сприяють його розвитку на Львівщині.
- Серед видів туризму у Львівській області переважає лікувально-оздоровчий та відпочинковий туризм і досить мала частка таких видів туризму як спортивний, спеціалізований, хоч передумови для їх розвитку Львівщина має.
- Туристична інфраструктура не відповідає світовим стандартам. Серйозною перешкодою для розвитку туризму на Львівщині є незадовільний стан доріг та під'їздів до об'єктів туристичної та курортної відвідуваності, недостатнє використання транспортних можливостей для перевезення туристичних потоків, неналежна  якість пасажирських перевезень. Заклади тимчасового розміщення на Львівщині не відповідають світовим стандартам. Як показав аналіз, 80 % всіх готелів Львівщини — це готелі без категорії і лише 5 % — це чотири- та п'яти зіркові. Причому такі готелі зосереджені в основному у містах Львові та Трускавці.
- Незадовільний стан утримання пам'яток історико-архітектурної спадщини. Зазвичай гостям пропонують поїздку у Жовкву чи тур «Золотою підковою Львівщини», який включає в себе відвідини частково відреставрованих Олеського, Підгорецького та Золочівського замків. Хоч стан Підгородецького замку є  найгіршим із них та перебуває під загрозою руйнування. Та у Львівській області є чимало пам'яток фортифікації, які практично зруйновані. До них можна віднести Поморянський замок (Золочівський район), Старосільський замок (Львівський район), Бродівський замок (м. Броди), Добромильський замок (Самбірський район), замок у Мурованому (Самбірський район). Конкретних результатів і реальних проєктів по відновленню замків на сьогодні майже не реалізовано. Окремі спроби щодо відновлення замків здійснюють меценати та волонтери.
- Низький професійний рівень підготовки персоналу, дилетантські методи управління і обслуговування, низька якість сервісу.
- Брак фінансування сфери туризму. Ремонт доріг, покращення туристичної інфраструктури, стану історико-архітектурної спадщини потребують залучення значних фінансових ресурсів. Коштів місцевих бюджетів недостатньо для цих цілей, а вітчизняні та іноземні інвестори через тривалий термін окупності, несприятливий інвестиційний клімат в країні також не поспішають вкладати кошти у туристично-рекреаційну сферу.

Усі ці проблеми свідчать про необхідність створення повноцінної регіональної політики розвитку туризму та курортів, реалізація якої  сприятиме розвитку туристично-відпочинкової та лікувально-оздоровчої бази Львівщини. 

## Напрями підвищення туристичної привабливості регіону
Шляхи підвищення туристичної привабливості Львівщини:
- Реалізувати заходи, спрямовані на залучення іноземних туристів. З одного боку необхідно і надалі активно здійснювати промоцію  Львівщини як туристичного регіону — розміщувати інформацію про туристично-рекреаційні можливості Львівщини в авторитетних туристичних ЗМІ, провідних медіа-каналах, брати участь у виставкових та презентаційних заходах,  застосовувати нові канали просування й продажу туристичних  послуг — туристичні сайти, соцмережі, мобільні додатки тощо.  Іноземний турист повинен чути про Львівщину, про можливості відпочинку. В нашому регіоні є цікаві місця, але до них або важко дістатись, або про них нічого не відомо в інформаційному просторі. З іншого боку, перевагами Львівщини є національна кухня, народні традиції проведення свят, етнічна самобутність. Всі ці складові повинні бути використані у поєднанні з європейським рівнем сервісу та помірними цінами, що дозволить привабити іноземного туриста. Як показав аналіз, більшість в'їзних туристів з країн близького зарубіжжя. Частка Європейських країн невелика, найбільше — поляків. І тут варто пропонувати той туристичний продукт, який буде їм цікавий. Наприклад, екскурсії слідами польської історичної і культурної спадщини. Так, у Дрогобичі відкрито музей Бруно Шульца, щороку проводиться фестиваль «Шульцфест», який відвідує чимало поляків. Тобто треба створювати конкурентоспроможний туристичний продукт, підвищувати його якість й розширювати асортимент туристично-рекреаційних послуг.
- З метою рівномірного використання туристично-рекреаційних можливостей області, слід активізувати туристичну діяльність в малих містах, районах Львівщини. Як показує досвід міста Львова, доходи від туристичної діяльності можуть бути чималими. Так, за підсумками 2017 року 2,6 мільйона туристів витратили у Львові 615 мільйонів євро, надходження у місцевий бюджет від галузі туризму зросли на 81 % і становили 128,25 млн грн. Тому для мерів інших міст, голів селищних і сільських рад це має бути орієнтиром. Напрями туристичної діяльності можуть бути найрізноманітнішими — організація фестивалів, присвячених історичним, культурним подіям, організація свят локальної кухні, різноманітних ярмарок, створення екскурсійних маршрутів історичними, культурними, сакральними спорудами регіонів. Місцевим органам влади слід  проаналізувати туристично-рекреаційні можливості своїх територій та розробити стратегії їх розвитку. До прикладу, в Дрогобичі знаходиться унікальна солеварня, аналогів якій немає у Європі. Проте на сьогодні підприємство з тисячолітньою історією практично розвалюється. Якщо б інвестувати кошти в реконструкцію солеварні, зробити музей, це могло б стати родзинкою міста, привабити значну кількість туристів не лише з України, але і з-за кордону.
- Слід сприяти розвиткові сільського туризму. Варто скористатися досвідом європейських країн, де сільський туризм є невід'ємною складовою соціально-економічного розвитку села і всіляко підтримується місцевою владою. Так, сільський зелений туризм по-іспанськи  налічує близько 10 тисяч установ. Тут можна ознайомитися із сільськогосподарським виробництвом (вирощуванням фруктів і овочів, тваринництвом), майстерністю виноробства, виробленням сирів і ковбас, взяти участь у дегустаціях, відвідати майстер-класи тощо. Загалом Іспанія утримує пальму першості в розвитку сільського туризму серед країн Європи.
- Львівщині необхідно активізувати спільну діяльність представників місцевої влади, бізнесу, закладів освіти та культури, громадських організацій щодо формування та реалізації туристичного продукту сільського зеленого туризму, а саме — слід, насамперед, організовувати навчання для власників осель сільського зеленого туризму. Потрібно вдосконалити інформаційно-пошукові ресурси зеленого туризму, налагодити співпрацю між туристичним операторами та власниками осель сільського зеленого туризму. Також варто стандартизувати та сертифікувати послуги що надаються в оселях сільського зеленого туризму. На сьогодні така категоризація є добровільною, не закріпленою в законодавчому порядку, тобто відвідувачам садиби «кількість квітів» на її фасаді не створює жодних мотивів для зупинки саме у цій садибі.
- Розвитку сільського туризму могли б сприяти кластери суб'єктів господарювання сільського зеленого туризму. Із розрізнених підприємців — власників садиб, місцевих майстрів, представників сфери послуг, громадськості та місцевого самоврядування  утворюються об'єднання, які шляхом координування спільних зусиль створюють та реалізують туристичний продукт сільського туризму.   Одним з пріоритетних напрямів розвитку туристичної індустрії на Львівщині повинен бути замковий туризм. Тут також слід перейняти досвід європейців. Європейським туристам притаманне прагнення бодай декілька днів пожити у справжньому середньовічному замку, взяти участь в розважальних програмах замкового дозвілля. Королівські замки та знатні аристократичні двори частково чи повністю перетворені у музеї, історичні пам'ятки і, таким чином, є об'єктами туристичних екскурсій. Важливим та дедалі популярнішим напрямом замкового туризму у Європі є організація весільних та інших урочистих церемоній. Перешкодою цьому на Львівщині є незадовільний стан замків, їх відновлення потребує значних інвестицій. Натомість у сусідній Польщі, питання збереження старовинних замків давно вирішене – більшість з них перебувають у приватній власності (водночас чітко регламентовані законом, що передбачає безповоротне позбавлення права цієї власності у випадку нищення пам'ятника архітектури). Місцевим органам влади варто розробити програми реконструкції замків з метою залучення приватних інвесторів. Це яскравий приклад вирішення проблеми одночасного збереження історико-культурної спадщини, з одного боку, та з іншого – формування позитивного туристичного іміджу, що сприятиме досягненню високого конкурентного статусу Львівщини.
- Варто сприяти розвиткові різних форм активного туризму, адже Львівщина має великий потенціал для цього виду відпочинку. Слід розробити, ознакувати та впровадити нові шляхи велосипедного, водного, гірськолижного, пішохідного туризму. Не менш перспективним є розвиток ділового туризму, частка якого у  світі, за оцінками експертів, становить майже 20 відсотків, тоді як на Львівщині – менше 1% Завдяки йому можна не тільки знайти нових партнерів по бізнесу та підвищити кваліфікацію персоналу, але й налагодити нові знайомства та ділові відносини. Розвиток цього сегменту туристичного ринку хоч і потребує значних капіталовкладень, проте, в силу його економічного ефекту, здатний вже найближчим часом себе окупити.
- Вдосконалення й розвиток туристичної та рекреаційної інфраструктури.  Ці заходи передбачають  ремонт та реконструкцію автомобільних доріг, які з'єднують рекреаційні центри зі Львовом та адміністративними центрами районів. Транспортна доступність та зручна логістика подорожей для туристів є одним з  основних чинників росту туристичних потоків.  Туристові повинно бути однаково легко дістатись як до Львова так і віддалених куточків області. Місцеві органи влади повинні спрямувати зусилля на створення сприятливих умов для вдосконалення матеріально-технічної бази, облаштування відпочинкових територій, місць для автокемпінгів, впровадження світових стандартів у систему туристичного знакування шляхів туризму.
- Підвищення професійного рівня працівників туристично-рекреаційної сфери також є одним з чинників її ефективного розвитку. Тому варто і надалі проводити семінари-тренінги з підвищення кваліфікації екскурсоводів, гідів-перекладачів, провідників по горах, брати участь в  міжнародних проєктах, програмах з метою обміном досвідом провідних фахівців в галузі туризму та рекреації.
- Сприяти залученню вітчизняних та іноземних інвестицій. Слід запровадити інвестиційні податкові канікули у пріоритетних регіонах, звільнити від оподаткування ввезених на митну територію України устаткування, обладнання та інших засобів, необхідних для реконструкції, модернізації чи створення об'єкта туристичної інфраструктури. Варто передбачити часткове відшкодування з обласного бюджету відсотків за користування кредитами, наданими банками для будівництва готелів, санаторно-курортних закладів, бюветів та проєктів покращення туристичної інфраструктури.
- Враховуючи всю важливість розвитку туристичної галузі для економічного розвитку Львівщини, політика місцевої влади повинна бути спрямована на всебічне сприяння, стимулювання сфери туризму як одного з ключових чинників економічного зростання регіону.

## Висновки
Туризм  є галуззю економіки, яка за порівняно невеликих інвестицій може забезпечити ефективне використання природно-рекреаційного та культурно-історичного  потенціалу регіону. 
Ринок туристичних послуг являє собою  систему відносин між виробниками туристичних продуктів, споживачами (туристами) та посередниками. Туризм поділяють на внутрішній, що здійснюється в межах країни  та міжнародний, який передбачає виїзд туристів за межі країни. Міжнародний туризм в свою чергу класифікують на в'їзний та виїзний. Виїзний туризм вважають пасивним, оскільки має місце вивезення валюти за межі країни, тоді як в'їзний — активним, оскільки забезпечує ввезення іноземної валюти в країну. Залежно від мети поїздки розрізняють пізнавальний, курортно-лікувальний, спортивний, діловий, релігійний, зелений та інші види туризму.
Розвиток туризму сприяє створенню робочих місць, активізує підприємницьку діяльність, забезпечує надходження до бюджетів різних рівнів. Важливою особливістю туристичної галузі є те, що вона має мультиплікативний вплив на економіку — витрати туристів підвищують доходи не лише туристичних фірм, а й транспортних компаній, підприємств сфери торгівлі, зв'язку, закладів сфер дозвілля. 
Львівщина має значні передумови для розвитку туризму — вигідне геополітичне розташування, різноманітний рекреаційний потенціал, багату культурну спадщину. У Львівській області більш активно розвиваються такі види туризму як курортно-лікувальний, пізнавально-екскурсійний, спортивний, релігійний, діловий, сільський.
Оцінка стану туристичної галузі Львівщини дає змогу зробити висновок, що туризм як вид економічної діяльності посідає особливе місце в житті нашого регіону. Львівщина сьогодні займає одне з провідних місць у туристичній сфері України.
До  проблем у розвитку туристичної галузі можна віднести зменшення частки в'їзного туризму, нерівномірне використання туристично-рекреаційного потенціалу та концентрацію  основних туристичних потоків у містах Львові та Трускавці, неефективне використання природно-рекреаційного потенціалу для розвитку сільського туризму, незначну частку ділового, активного туризму, незадовільний стан туристичної інфраструктури, пам'яток історико-архітектурної спадщини, недостатнє фінансування сфери туризму.
Необхідною умовою для подальшого зростання туристичних потоків, а особливо зростання частки іноземних туристів, є покращення туристичної та рекреаційної інфраструктури — ремонт автомобільних доріг, покращення якості пасажирських перевезень, облаштування відпочинкових територій. Активізація туристичної діяльності у малих містах та районах області, стимулювання розвитку сільського туризму, сприяння розвиткові активного, ділового туризму, залучення інвестицій в розбудову туристичної галузі Львівської області — це ті заходи, на які повинна бути спрямована  політика місцевих органів влади. Активна промоція Львівщини як туристичного регіону, створення якісного туристичного продукту дозволять забезпечити ефективне використання туристичного та рекреаційного  потенціалу регіону і підвищити його конкурентоспроможність.